# Janusz Palikot
Janusz Marian Palikot, född 26 oktober 1964 i Biłgoraj, vojvodskapet Lublin, är en polsk parlamentariker och före detta vodkamagnat.
2005-2010 representerade han Medborgarplattformen i sejmen. 2011 lämnade han parlamentet, där han en tid suttit som politisk vilde, och bildade den nyliberala Palikot-rörelsen fick 10% av rösterna i valet i Polen den 9 oktober 2011.